# Frederick Russell Burnham
Frederick Russell Burnham (Mankato, 11 maggio 1861 – Santa Barbara, 1º settembre 1947) è stato un militare, mercenario e scrittore statunitense.
Fu uno dei fondatori dei Boy Scouts of America, insieme a Theodore Roosevelt e Robert Baden-Powell, la sua poliedrica figura è romanzesca ai limiti dell'irreale, eppure fu solo la base sulla quale ci si basò per la costruzione del fantasioso personaggio di Allan Quatermain.

## Biografia
Nacque in un piccolo villaggio, Tivoli, ormai scomparso, all'interno di una riserva indiana del popolo Dakota, a circa 32 kilometri dall'attuale cittadina di Mankato (Minnesota). I genitori erano entrambi missionari, suo padre, il reverendo Edwin Otway Burnham, era un ministro presbiteriano, mentre sua madre, Rebecca Russell, proveniva da una famiglia inglese originaria di Westminster.

Nel 1871 la sua famiglia si trasferì a Los Angeles (California), dove il padre morì due anni dopo, ma quando sua madre decise di tornare nuovamente nel Midwest, il tredicenne Frederick decise di restare a Los Angeles, per lavorare come messaggero di dispacci a cavallo per conto della compagnia Western Union Company.

Viaggiò ed operò oltre che negli USA,  in Africa e in Canada. Partecipò alla corsa all'oro del Klondike e alla guerra ispano-americana. 
Burnham era alto solo 1,62 ma aveva uno sguardo potente e inquietante con occhi tra il blu e il grigio, capacità di vedere da molto lontano (e lui stesso faceva vita spartana per mantenere il rigore del corpo e poter superare le prove imposte dalla vita avventurosa per giungle e deserti, arrivando al punto di non bere e fumare per non ottundere i suoi acutissimi sensi).
Partecipò alle ricognizioni effettuate durante la campagna dei Metabele. Baden-Powell - con la sua caratteristica capacità di assimilare il meglio delle persone con cui veniva a contatto - prese da Burnham vari dettagli che poi si ritroveranno nello scautismo.
Prospettore minerario, avventuriero, militare, esploratore, combattente ed anche spia del controspionaggio britannico, venne coinvolto in un mortale duello con la spia tedesca Fritz Joubert Duquesne.

## Opere originali
- Scouting on Two Continents. Autobiografia. LC call number: DT775 .B8 (1926) (EN)
- Fra Alaska Til Kap: Pionerliv i Amerikas minelejre og på Sydafrikas højsletter (1929) (DA)
- Skautem ve dvou zemědílech. Díl 2 / Frederick Russell Burnham ; Přeložil a upravil H. Jost (1930) (CH)
- Scouting Against the Apache, The Boy Scout's Book of True Adventure, Fourteen Honorary Scouts, with foreword by Theodore Roosevelt and biographical notes by James E. West. Published by G. P. Putnam's Sons, New York. LC call number: G525 .B77 (1931) (EN)
- Taps for the Great Selous, Hunting Trails on Three Continents, Grinnell, George Bird, Kermit Roosevelt, W. Redmond Cross, and Prentiss N. Gray (editors). A Book of the Boone and Crockett Club. New York: The Derrydale Press, (1933) (EN)
- Taking Chances. Autobiografia. LC call number: DT29 .B8. (1944) ((EN)